# ۱۱۵۹ (خورشیدی)
۱۱۵۹ هزار و صد و پنجاه و نهمین سال هجری خورشیدی است.